# Вирики-Воля
Вирики-Воля (пол. Wyryki-Wola) — село в Польщі, у гміні Вирики Володавського повіту Люблінського воєводства.

## Історія
За даними етнографічної експедиції 1869—1870 років під керівництвом Павла Чубинського, у селі переважно проживали греко-католики, які розмовляли українською мовою.
У 1921 році село входило до складу гміни Вирикі Володавського повіту Люблінського воєводства Польської Республіки.
У 1975—1998 роках село належало до Холмського воєводства.

## Населення
Станом на 10 вересня 1921 року в селі налічувалося 68 будинків (з них 7 незаселені) та 277 мешканців, з них:
- 133 чоловіки та 144 жінки;
- 183 православні, 71 римо-католик, 23 юдеї;
- 185 українців, 69 поляків, 23 євреї.

У 1943 році в селі мешкало 336 українців та 186 поляків.